# Гольшанская, Татьяна Семёновна
Татьяна (Анна) Семёновна Гольшанская (ум. 1522) — княгиня из рода Гольшанских герба Гипоцентавр, первая жена гетмана великого литовского князя Константина Ивановича Острожского.

## Биография
Татьяна Гольшанская — единственная дочка Семёна Юрьевича Гольшанского — государственного, общественного и военного деятеля Великого княжества Литовского, гетмана великого литовского, и его жены Анастасии Семёновны Збаражской. Внучка Юрия Семёновича Гольшанского, князя дубровицкого.
После смерти отца Семёна Юрьевича в 1505 году ей отошли его вотчины (в том числе часть Глуска, Гольшан, Романова, Копыси, Барани и другие).
В 1509 году Татьяна Семёновна вышла замуж за князя Константина Ивановича Острожского. Через год, в 1510 году, у них родился сын Илья (1510—1539).
В 1518 году умерла бабка Татьяны — Мария Семёновна Ровенская (жена Семёна Збаражского, княгиня неизвестного происхождения и названная так по своей собственности) и всё её состояние, из-за отсутствия прямых наследников, перешло к мужу Татьяны — Константину Ивановичу, который около этого времени был назначен воеводой трокским. В число полученного наследства входил и город Ровно, которым род Острожских владел до 1621 года.
После смерти Елизаветы Острожской (1539—1582), единственной внучки Татьяны Семёновны, её богатства перешли к сыну мужа от второго брака, киевскому воеводе Константину Константиновичу Острожскому и его потомкам.